# Biskupie Sarnowskie
Biskupie Sarnowskie – część wsi Sarnowa w Polsce, położona w województwie wielkopolskim, w powiecie konińskim, w gminie Ślesin.
W latach 1975–1998 Biskupie Sarnowskie należało administracyjnie do województwa konińskiego.